# Цукерман, Григорий Иосифович
Григорий Иосифович Цукерман (8 апреля 1923 — 29 ноября 2021) — советский и российский кардиохирург, профессор, лауреат Государственной премии СССР (1984) и Премии им. А. Н. Бакулева, заслуженный деятель науки РСФСР.

## Биография
Родился в 1923 году в Одессе. С июня 1943 года участник войны — военфельдшер (3-й и 2-й Украинские фронты), награждён орденами и медалями.
В 1951 году окончил 2-й ММИ. В 1951—1954 гг. хирург медсанчасти Механического завода (Кунцево). В 1954—1959 гг. ординатор хирургического отделения 1-й Городской больницы (Москва).
В 1959—1960 гг. младший научный сотрудник, в 1960—1966 старший научный сотрудник, с 1966 по 2000 год заведующий Отделом хирургии приобретенных пороков сердца Института сердечно-сосудистой хирургии им. А. Н. Бакулева АМН СССР, переименованного в 1996 г. в НЦССХ им. А. Н. Бакулева РАМН.
Специалист в области хирургии приобретенных пороков сердца.
Одним из первых разработал и выполнил операции протезирования клапанов сердца механическими и биологическими протезами, сочетанные операции на клапанах сердца и коронарных сосудах, восходящей аорте. Разработал методы защиты миокарда, хирургическое лечение инфекционного эндокардита и опухолей сердца. Работал и на многих других направлениях.
Доктор медицинских наук (1966), профессор (1968).
Среди его учеников профессора Л. С. Барбараш, В. А. Быкова, С. С. Григоров, К. В. Лапкин, А. Д. Левант, А. И. Малашенков, Ю. И. Малышев, Р. А. Мовсесян, М. Л. Семеновский, И. И. Скопин, Р. М. Муратов.
Лауреат Государственной премии СССР (1984) — за разработку биологических протезов клапанов сердца. Лауреат Государственной премии Российской Федерации 2002 года в области науки и техники - за  разработку  основных  положений проблемы хирургического лечения аневризм восходящего отдела и дуги аорты. Заслуженный деятель науки РСФСР (1985).
Умер 29 ноября 2021 года.

## Сочинения
- Многоклапанные ревматические пороки сердца [Текст] : (Диагностика и хирург. лечение) / Акад. мед. наук СССР. - Москва : Медицина, 1969. - 260 с. : ил.; 20 см.
- Реконструктивная хирургия пролапса митрального клапана / Григорий Иосифович Цукерман, Хассан Али, Иван Иванович Скопин. - М. : Экспедитор, Б. г. (1995). - 254 с. : ил.; 22 см.; ISBN 5-88037-012-7
- Опухоли сердца : (Клиника, диагностика и результаты хирург. лечения) / Г. И. Цукерман, А. И. Малашенков, В. Э. Кавсадзе. - М. : Изд-во НЦССХ им. А. Н. Бакулева РАМН, 1999. - 268 с., [1] л. портр. : ил., цв. ил.; 20 см.; ISBN 5-7982-0022-1
- Пороки аортального клапана [Текст] : (Клиника, диагностика и хирург. лечение) / Акад. мед. наук СССР. - Москва : Медицина, 1972. - 240 с. : ил.; 21 см. Авт.: Г. И. Цукерман, В. И. Бураковский, Г. Т. Голиков, М. Л. Семеновский